# برج أوستانكينو

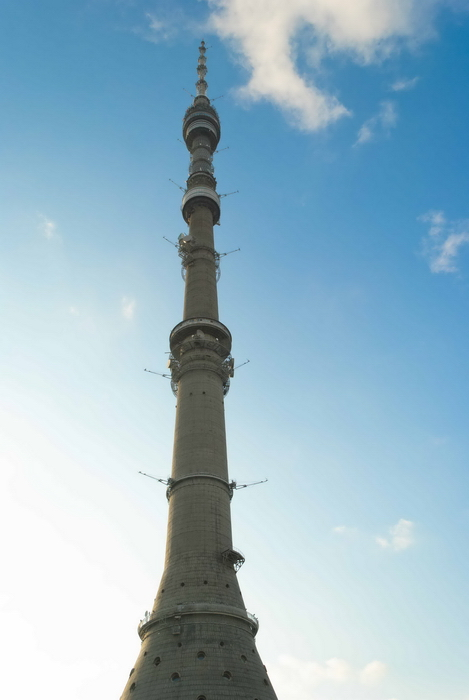
برج اوستانكينو في موسكو

برج اوستانكينو هو برج الإذاعة والتلفزيون في موسكو،روسيا، المملوكة من قبل فرع موسكو للمشاريع وحدوية التلفزيون الروسي وشبكة راديو الإذاعة .
طول البرج 540.1 متر (1,772 قدم)، وقد صمم من قبل نيكولاي نيكيتين . وهو حاليا أطول هيكل قائم في أوروبا و 11 أعلى مستوى في العالم. بًني برج أوستانكينو للاحتفال بالذكرى الخمسين لثورة أكتوبر. بناء البرج بدأ في عام 1963 واكتمل في عام 1967. يعتبر برج أوستانكينو التلفزيوني في العاصمة الروسية موسكو واحدا من أشهر الأبراج في روسيا وأوروبا. وعلى الرغم من مرور خمسين عاما على تشييده إلا أن البرج بقي أيقونة معمارية فريدة من نوعها في العالم.

## حريق البرج
اشتعلت النيران في البرج في 27 أغسطس 2000 ، مما أسفر عن مقتل أربعة أشخاص. ثلاثة من رجال الإطفاء في محاولة لإخماد الحريق، وتوفي أحد عمال الرفع عندما تحطمت مقصورة مصعد. بالإضافة إلى ذلك، تعطلت الإشارات التلفزيونية والإذاعية حول موسكو. اندلع الحريق على ارتفاع حوالي 458 م

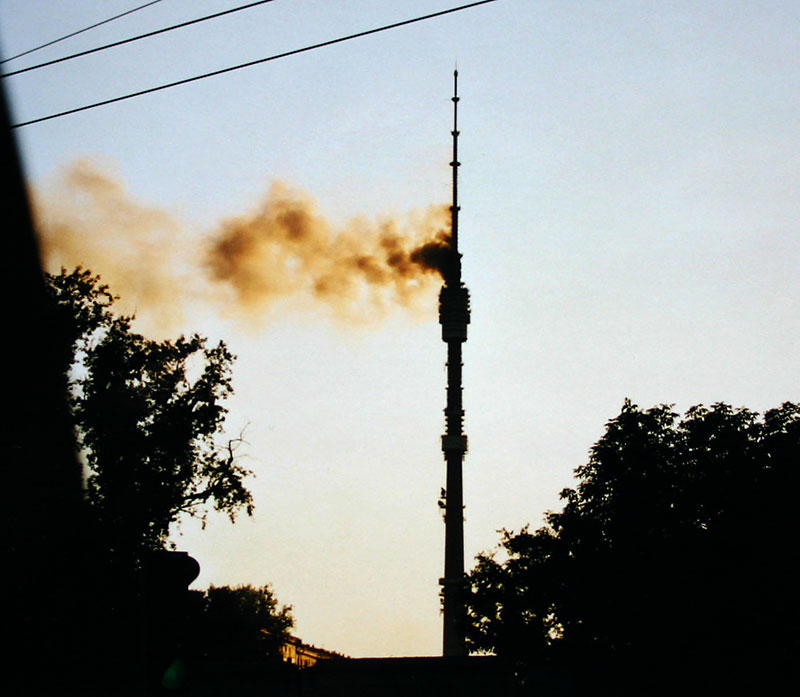
حريق البرج سنة 2000.
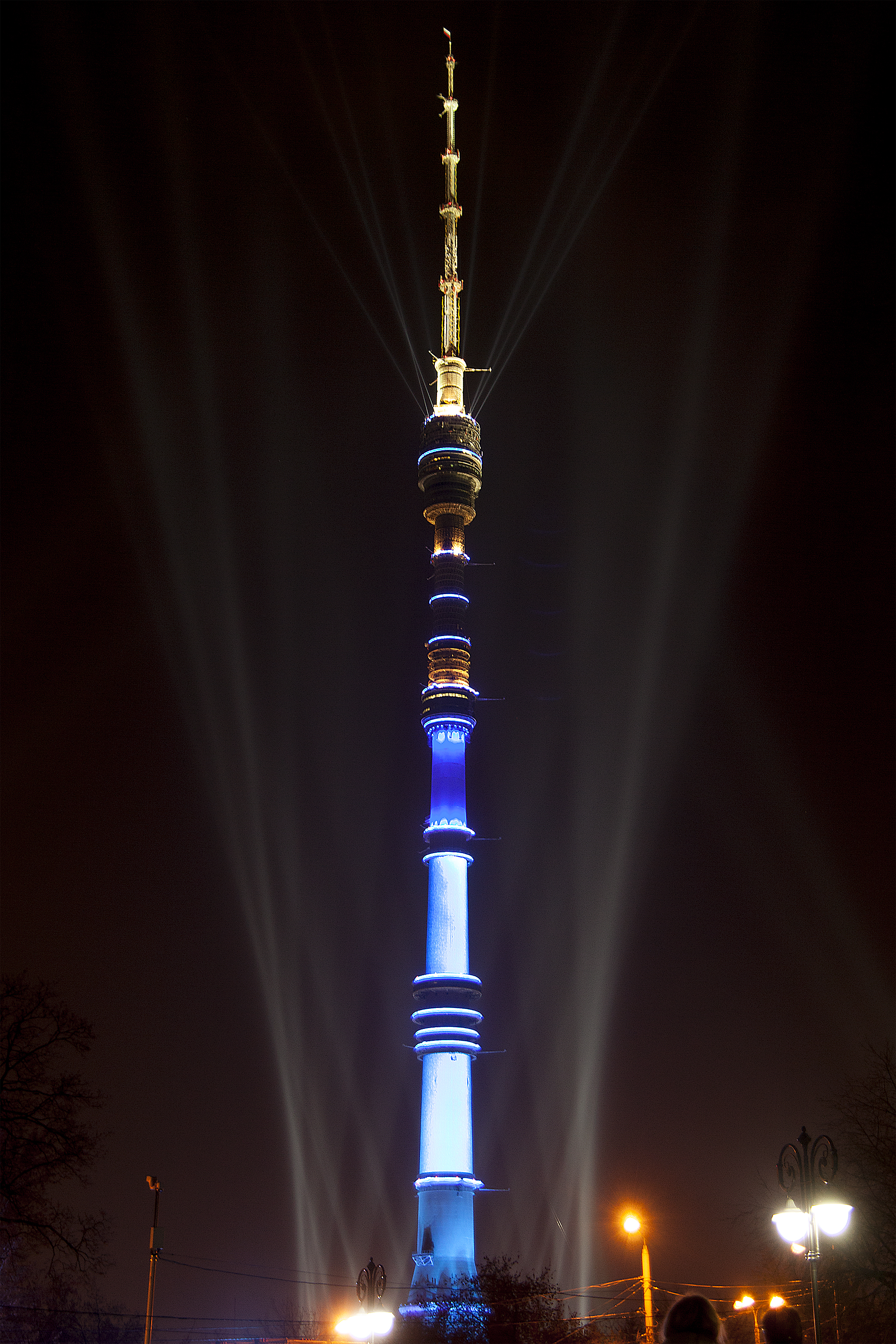
البرج ليلا
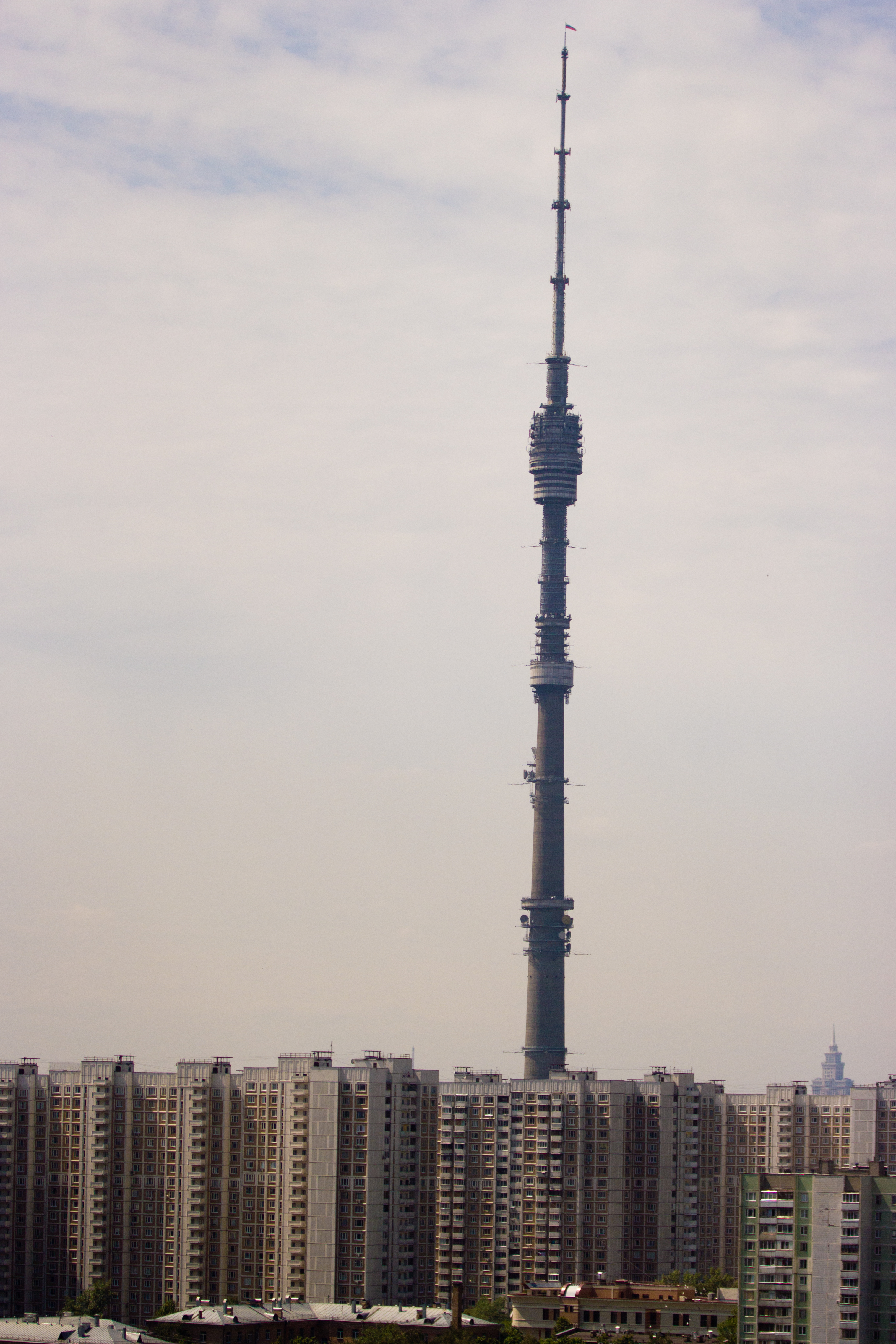
البرج بالمقارنة مع العمارات الشاهقة
مقارنة برج اوستانكيو مع سبعة أبراج في العالم

## وصلات خارجية
- صور للبرج لصحفي من مصر زار برج اوستانكيو في موسكو
- معلومات عن برج اوستانكيو بالعربية